# Rappresentazione teatrale
Una rappresentazione teatrale è un evento in cui uno o più artisti eseguono di fronte ad un pubblico presente dal vivo una narrazione scenica, attraverso la parola, il gesto, il canto, la danza, o con una combinazione varia di diverse arti performative. 

## Semantica
In genere, con il termine rappresentazione si restringe il campo dei possibili eventi teatrali a quel caso in cui esista una struttura drammaturgica, in genere costituita da un testo, scritto o improvvisato, e da un intento narrativo. Non sono infrequenti rappresentazioni teatrali in cui la modalità di rappresentazione è astratta e in sintesi incomprensibile a un livello logico (ad esempio nel teatro-danza). In questi casi è la struttura delle azioni e delle immagini suggerite a costituire l'unità narrativa.
È sinonimo di spettacolo teatrale o messa in scena di un testo anche musicato (opera, operetta, balletto). Poiché nell'antichità il teatro aveva una valenza rituale sacra (uno su tutti quello della Grecia classica) come attestato dai misteri eleusini, sovente ciascun elemento raffigurato o impersonato in questi spettacoli non aveva solamente un valore analogico ma, in maniera misteriosa e mistica, rendeva presente la divinità o la forza impersonificata dall'attore. Da qui l'uso è transitato in altri contesti, in particolare in tutti quei casi in cui un'immagine, un simbolo, un individuo, un oggetto vengono fatti valere per altro, benché rimanga ancora un'eco del significato originario nel termine specifico sacra rappresentazione (spettacolo dove viene messo in scena un evento sacro per fini anche illustrativi).